# Rebeca (telenovela de 1985)
Rebeca es una telenovela venezolana producida y emitida por RCTV entre 1984 y 1985. Fue protagonizada por  Tatiana Capote y Franklin Virgüez. Esta telenovela es versión de "Valentina" telenovela de 1975. 

## Argumento
Una tragedia de rasgos clásicos, plena de fatalismo y veleidades amargas del destino. Para salvar a su familia de una crisis financiera, el joven recogido accede a casarse con la madre de la mujer que ama, y solo la muerte de la señora puede liberarlo.

## Reparto
- Tatiana Capote ... Rebeca
- Franklin Virgüez ... Armando
- Chony Fuentes
- Víctor Cámara
- Omaira Abinade ... Bélgica
- Mahuampi Acosta
- Mirtha Borges ... Candita
- Ron Duarte
- Alberto Álvarez
- Sebastián Falco
- Juan Frankis
- Virgilio Galindo
- Humberto García
- Tomás Henríquez
- Jonathan Montenegro ... Luisito
- Martha Pabón
- Irma Palmieri
- Luis Rivas
- Jeannette Rodríguez ... Geraldine
- Rosario Prieto ... Idalina
- Lourdes Valera
- Dilia Waikkarán